# Antonio Amaro
Antonio Amaro (El Saucillo) es una localidad del estado mexicano de Durango. Es parte del municipio de Guadalupe Victoria.

## Demografía
| Gráfica de evolución demográfica |
|                                  |

| Censo | Población |
| ----- | --------- |
| 1921  | 595       |
| 1930  | 1 086     |
| 1940  | 1 816     |
| 1950  | 2 170     |
| 1960  | 2 928     |
| 1970  | 3 591     |
| 1980  | 4 051     |
| 1990  | 4 114     |
| 2000  | 3 793     |
| 2010  | 3 526     |
| 2020  | 3 953     |